# 조지 아담스키

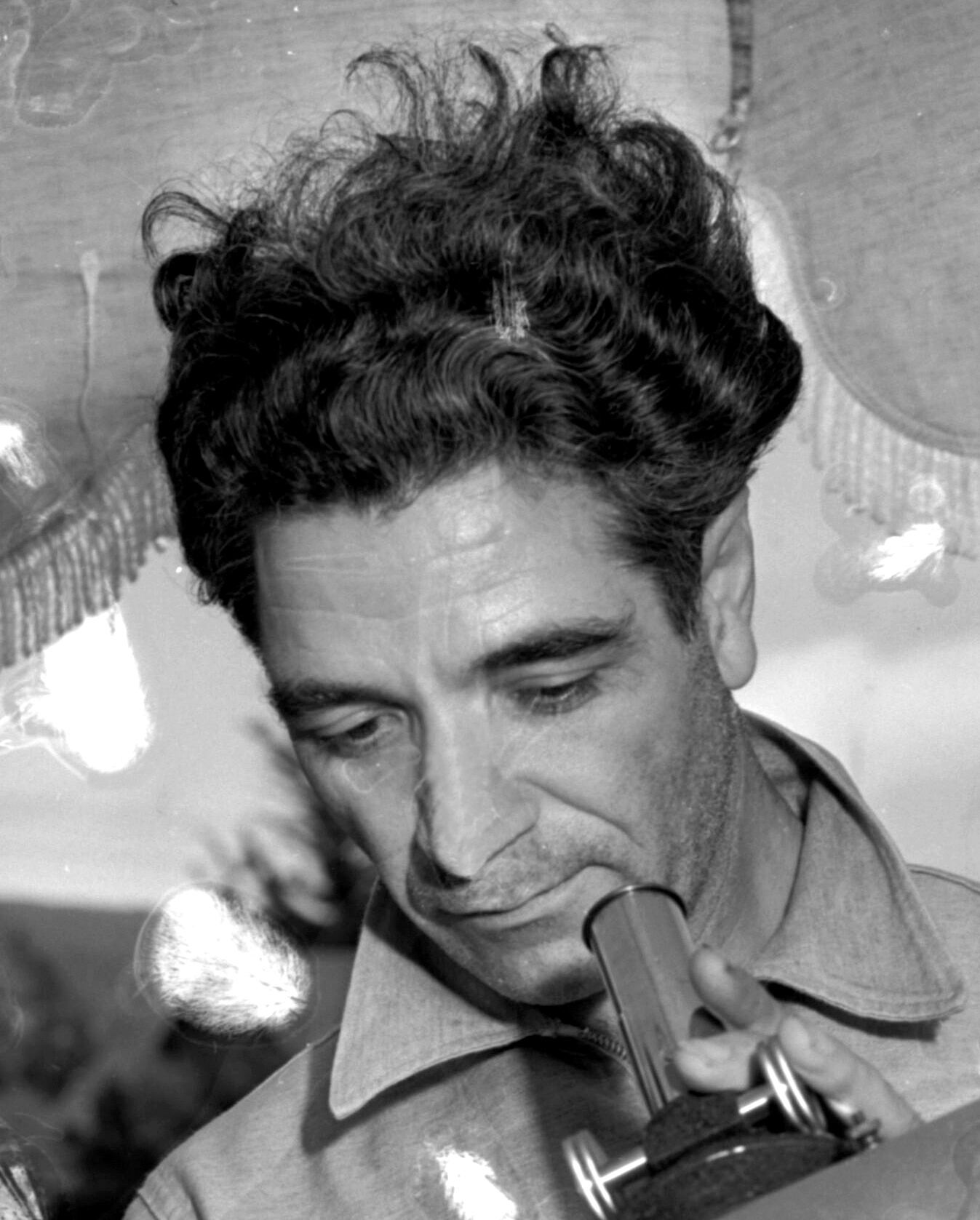

조지 아담스키(George Adamski, 1891년 4월 17일 ~ 1965년 4월 23일)는 폴인-미국인 저자이다.  UFO 연구 서클에서 널리 알려진 인물이며 1940년대와 1950년대의 수많은 외계인 항공기로 주장되는 사진을 보여준 이후 대중문화에도 어느 정도 알려졌다.
아담스키는 자칭 "철학자, 교사, 학생, 비행접시 연구자"이지만 대부분의 탐구자들은 그의 주장을 악희라고 결론을 내렸다.
아담스키는 독일 제국 프로이센 왕국 비드고슈치에서 태어났다.

## 같이 보기
- 외계생명
- 미확인비행체